# Dan Lauria
Daniel Joseph Lauria, född 12 april 1947 i Brooklyn, New York, USA, är en amerikansk skådespelare. 
Dan Lauria är främst känd för rollen som Jack Arnold i TV-serien En härlig tid. Han spelar Kevin Arnolds (Fred Savage) far.

## Filmografi (urval)
- 1988–1993 – En härlig tid
- 2012–2014 – Sullivan & Son
- 2016 – Pitch